# Palicourea nayana
Palicourea nayana är en måreväxtart som beskrevs av Paul Carpenter Standley och Julian Alfred Steyermark. Palicourea nayana ingår i släktet Palicourea och familjen måreväxter. Inga underarter finns listade i Catalogue of Life.